# Vaz/Obervaz
Vaz/Obervaz (Reto-Romaans: Vaz; Duits: Obervaz: Italiaans (verouderd): Vazzo) is een gemeente en plaats in het Zwitserse kanton Graubünden, en maakt deel uit van het district Albula.
Vaz/Obervaz telt 2641 inwoners.